# Chrystia Kolessa
Chrystia Kolessa  (15 janvier 1916 à Vienne en Autriche - 22 juillet 1978 Ottawa, Canada) était une violoncelliste virtuose et professeur. 

## Biographie
Fille de Oleksander Kolessa, élève de Hugo Becker, elle donna ses premiers concerts à l'âge de dix ans en 1926 voyageant en Europe et par la suite en Amérique du Nord. Elle émigra au Canada en 1948.
Son répertoire inclut, parmi d'autres, des œuvres de compositeurs ukrainiens particulièrement V. Barvinsky, M. Formenko et A. Rudnytsky. Plusieurs de ses concerts ont été enregistrés par Elektra Records.
Chrystia Kolessa était souvent en demande pour le jury des concours notamment au Festival de Musique Kiwanis à Toronto et Ottawa, ainsi comme juge aux examens du conservatoire de musique de Toronto.

Chrystia Kolessa venait d'une célèbre famille musicale de Lviv, Ukraine. 
Son oncle Filaret Kolessa, ethnomusicologue, était dévoué à la recherche de musique ukrainienne. Son cousin Mykola Kolessa était un compositeur ukrainien et chef d'orchestre très réputé du XXe siècle. Sa sœur, Lubka Kolessa était une pianiste et professeur dans plusieurs institutions de musiques, notamment à Jeanne d'Arc`à Ottawa à l'Université de Toronto, au Conservatoire de Québec et à l'Université McGill.